# حمل بطني
حمل بطني هو شكل من أشكال حدوث حمل خارج الرحم حيث يزرع الحمل داخل تجويف البريتوني خارج قناة فالوب أو المبيض وليس الموجود في الرباط واسع النطاق. بينما نادرا تكون حالات الحمل في البطن لديها معدل وفيات أعلى من حالات الحمل خارج الرحم بشكل عام، ولكن في بعض الأحيان، يمكن أن يؤدي إلى وضع مولود قابل للحياة.

## نسبة الحدوث
حوالي 1% من حالات الحمل خارج الرحم في الولايات المتحدة بطنية، أو نحو 10 من كل مائة ألف حالة حمل. نسبة حدوثه في نيجيريا تصل إلى 34 من كل مائة ألف حالة. عوامل الخطر تشبه الحمل الأنبوبي مع الأمراض المنقولة جنسيا تلعب دورا كبيرا. يقدر معدل وفيات الأمهات إلى نحو 5 في 1000 حالة، حوالى ضعف سبع مرات عن معدل الحمل خارج الرحم بشكل عام، وحوالي 90 أضعاف معدل الوضع (بيانات الولايات المتحدة).

## علم التشريح
مواقع زراعة الجنين تتضمن البريتوني، خارج الرحم، والمنديل والأمعاء ومساريقها،، والبريتوني لجدار الحوض وجدار البطن. قد تكون المشيمة ملتصقة لأجهزة عدة بما في ذلك الأنابيب والمبيض. ونادرا في الكبد والطحال. مما أدى إلى الحمل الكبدي أو الحمل الطحالى، على التوالي. حتى الحمل المبكر بالحجاب الحاجز وصف في مريض حيث كان الحمل ينمو على الجانب السفلى من الحجاب الحاجز.

### الزرع الابتدائى مقابل الزرع الثانوى
الحمل البطنى الابتدائى تشير إلى أن حمل مزروع مباشرة في تجويف البطن وأعضائه، باستثناء الأنابيب والمبايض، الحمل من هذا النوع نادر جدا، لم يبلغ سوى 24 حالة بحلول عام 2007. عادة ما يكون الحمل في البطن هو زرع ثانوى مما يعني أنها نشأت من حمل في الانابيب (أقل شيوعا في المبيض)، وتم إعادة زرعها. لتشخيص الحمل البطنى الابتدائى النادر، معايير ستيدفورد يجب أن توجد: الانابيب والمبايض يجب أن تكون طبيعية، لا يوجد أي اتصال غير طبيعى (ناسور) بين الرحم وتجويف البطن، والحمل يتعلق فقط بالسطح البريتونى من غير علامات على وجود حمل في الانابيب في المقام الأول.

## التشخيص
مريض الحمل البطنى من الممكن ان يظهر علامات الحمل العادي أو أعراض غير محددة مثل ألم في البطن، والنزيف المهبلي، و/ أو الأعراض المعدية المعوية. تشخيص الحمل البطنى صعب في الكثير من الأحيان. ومع ذلك، فهى مشكلة خطيرة لأنها يمكن أن تسبب نزيف داخل البريتونى وتسبب في حالة طارئة مع صدمة نزفية ويمكن أن تكون قاتلة، أسباب أخرى من وفيات الأمهات في المرضى الذين يعانون من الحمل البطنى تشمل تسمم الدم وفقر الدم وسدة الرئة، تجلط الدم، والعدوى.
نشتبه في الجمل البطنى عندما نشعر بأجزاء الطفل بسهولة أو يكون وضع الطفل في البطن غير طبيعى. التصوير فوق الصوتي مفيد جدا في التشخيص لأنها يمكن أن تثبت أن الحمل خارج رحم فارغ، لا يوجد السائل الأمنيونى بين المشيمة والجنين، لا يوجد جدار للرحم يحيط بالجنين، وأجزاء الجنين قريبة من جدار البطن، والجنين في وضع غير طبيعي. الرنين المغناطيسى استخدم بنجاح أيضا لتشخيص الحمل البطنى. ارتفاع مستويات بروتين ألفا فيتو هي دليل آخر على وجود الحمل البطنى.

## العلاج
العلاجات المحتملة تتكون من الجراحة مع إزالة الحمل عن طريق فتح البطن أو تنظير البطن، واستخدام الميثوتريكسيت، الانصمام، ومزيج منهم. اختيار العلاج يمليه إلى حد كبير حالة المريض الأكلينيكية. بشكل عام، يبدأ العلاج عندما يتم التشخيص، ولكن الحمل البطنى في مرحلة متقدمة يكون أكثر تعقيدا.

### الحمل البطني المتقدم
الحمل البطنى التقدم هو الحمل الذي مر عليه عشرون اسبوع من بداية الحمل. في تلك الحالات، اشير إلى مواليد احياء، وذلك في تقرير من نيجيريا اشار إلى أربعة من المواليد الأحياء من سلسلة من 20 حالة حمل في البطن. ولكن في كثير من الأحيان، مع التقدم في الحمل دعم الجنين يصبح ضعيفا ويتسبب في وفاة الجنين. والمريض قد يحمل الجنين ميتا ولكنه لن يذهب إلى الولادة. مع مرور الوقت، يكلس الجنين ويصبح جنين متكلس.
يوصى عموما إجراء فتح بطن عند تشخيص الحمل البطنى. ومع ذلك، إذا كان الحمل قد مضى عليه 24 اسبوعا والطفل على قيد الحياة ونظم الدعم الطبية متاحة تتابع الحالة عندها باهتمام، ليصبح الجنين مكتملا وحيا (34-36 أسبوعا). والمرأة مع الحمل البطنى لا تذهب ال الولادة. في حالة الحمل البطنى المتقدم الولادة يجب أن تكون عن طريق فتح البطن. إشارات بعض المصادر إلى خفض نسبة النجاة للجنين وزيادة نسبة الوفيات إلى 40-95 %
الأطفال المولودو من الحمل البطنى غالبا ما يكون عندهم عيب خلقي بسبب ضغط عليهم لعدم وجود السائل الأمنيونى الذي يعزل الجنين. معدل التشوهات والاعاقات يصل إلى 21% معظمها تشوهات وجهية وعدم تماثل في الجمجمة وتشوهات في المفاصل وأكثر العيوب انتشارا هي عيوب الأطراف والجهاز العصبى المركزى.
بمجرد ولادة الطفل يصبح التعامل مع المشيمة امرا هاما. في الولادات الطبيعية تقلص الرحم يوفر آلية قوية للسيطرة على فقدان الدم ولكن في حالة الحمل في تجويف البطن المشيمة تقع على أنسجة لايمكنها الانقباض ومحاولة إزالتها قد تؤدي إلى فقدان ملحوظ للدم. عموما، ما لم ييمكن ازالة المشيمة أو ربطها بسهولة، قد يكون من الأفضل أن تترك في مكانها والسماح للانحدار الطبيعي. قد يستغرق ذلك نحو أربعة أشهر، ويمكن رصدها عن طريق فحص مستويات جونادوتروبين المشيمى. استخدام الميثوتريكسيت لتعجيل الانحدار المشيمى مثير للجدل لأن كمية كبيرة من الأنسجة النخرية هو موقع محتمل للعدوى. من الممكن سد الاوعية الدموية في المشيمة عن طريق عملية جراحية/}

## وصلات خارجية
- صور: